# Sân bay Oshwe
Sân bay Oshwe (ICAO: FZBD) là một sân bay ở Oshwe, Cộng hòa Dân chủ Congo.